# Brooke Hanson
Brooke Hanson (n. 18 martie 1978, Manly Council⁠(d), Noul Wales de Sud, Australia) este o înotătoare ce a reprezentat Australia, medaliată olimpică. A participat la o ediție a Jocurilor Olimpice (2004) în care a câștigat două medalii de aur și o medalie de argint.